# Moraea galaxia
Moraea galaxia là một loài thực vật có hoa trong họ Diên vĩ. Loài này được (L.f.) Goldblatt & J.C.Manning mô tả khoa học đầu tiên năm 2000.